# 西村優奈
西村 優奈（にしむら ゆな、 1993年12月20日 - ）は、日本の女優。
東京都出身。GOLD STAR所属。

## 人物
ジュネスに所属していたおはキッズ時代は金髪に染めており、共演していた大沢あかねを「おばさん」呼ばわりするなどイケイケなコギャルキャラとして有名だった。しかし、現在の事務所に移籍後は髪の色を黒に戻している。
子役の頃から、テレビカメラにウインクや投げキッスをしていた。
スペースクラフトに所属しているモデルの市場紗蓮とはいとこ同士で仲が良く、度々自分のブログで彼女のブログを紹介している。
橋本甜歌、伊藤沙莉と仲がいい。
2008年12月7日、芸能人女子フットサルチーム「XANADU loves NHC」に入団。背番号は「5」。
2014年6月14日、「2014ミス・アース・ジャパン日本大会」でJOYSOUND賞受賞。

## 出演作

### テレビドラマ
- 愛情イッポン! - 小宮山千鶴 役
- 花の乱
- 恋して悪魔〜ヴァンパイア☆ボーイ〜
- 世にも奇妙な物語 2011年 秋の特別編「いじめられっこ」- 南川美紅 役
- 警視庁機動捜査隊216Ⅴ（2015年） - 坂井千夏 役

### バラエティ
- おはスタ （「おはキッズ」として出演）
- ラジかるッ （2007年7月27日、日本テレビ）

同事務所の細山貴嶺とのデュエットで「ふたりの愛ランド」のカラオケを披露。
- ジョージ・ポットマンの平成史 （2012年2月18日、テレビ東京）

『なぜ平成時代 マセガキが急増したのか? 』の回で、元マセガキとして出演。

### 映画
- 青いソラ白い雲 （2012年) - 祥子 役

### その他
- 『a-nation』オープニングアクト （ステージ）